# L'Arcusgi
L'Arcusgi è un complesso musicale còrso di musica tradizionale còrsa polifonica.
Fondato nel 1984 a Bastia si propone attraverso la musica di essere un gruppo politico-culturale teso alla conservazione della lingua corsa e dei valori dell'indipendentismo corso e di tutti i popoli (in primis quello basco) che lottano per vedere riconosciuta la propria indipendenza.
Il nome L'Arcusgi (in italiano: archibugi) richiama le armi in dotazione all'esercito còrso di Pasquale Paoli.

## Discografia
- 1989 - Resistenza
- 1993 - Sò Elli
- 1995 - Scrittori
- 1998 - Testimonii à l'eternu
- 2002 - Compilation des 4 premiers albums (raccolta)
- 2002 - In vivu à fianc'à voi... (live)
- 2005 - L'arcusgi di Pasquale
- 2008 - A Voce Ribella
- 2015 - 30 Anni